# Introduzione all'antropologia
Introduzione all'antropologia è un film del 1966, diretto da Shōhei Imamura e tratto dal romanzo di Akiyuki Nosaka I maestri dell'Eros (Erogotoshitachi).

## Trama
La vita lavorativa di Ogata presenta diversi problemi, sia con la giustizia, in quanto commerciante di riviste pornografiche, sia con la yakuza, interessata alla barberia della sua compagna Haru, già vedova del suo precedente marito. La vita familiare è ugualmente complicata, a causa della malattia di Haru e del pessimo rapporto che lui ha con i figli di lei Keiko e Koichi. Il giorno in cui Ogata scopre di provare attrazione per la figliastra quindicenne Keiko, la già precaria situazione familiare subisce un duro colpo; Haru viene ricoverata in gravi condizioni all'ospedale per poi morire in preda alla follia, Koichi diviene uno sbandato, Keiko entra in una gang e si fidanza con il boss. Lo stesso Ogata viene arrestato e successivamente perde tutti i soldi investiti nella pornografia. Nonostante gli eventi, Ogata troverà il modo di ripartire, buttandosi a capofitto nel progetto di una bambola gonfiabile.